# Citizendium
Citizendium – the citizens' compendium of everything, är en engelskspråkig wikibaserad encyklopedi med fritt innehåll, som öppnades för allmänheten den 25 mars 2007. 
Citizendium är skapat på initiativ av Wikipedia-medgrundaren Larry Sanger som också är chefredaktör för projektet. Tanken med Citizendium är att man precis som med Wikipedia ska redigeras av sina användare, men man vill försöka åstadkomma en högre kvalitet och trovärdighet på sina artiklar. Detta sker genom att man ställer formellt högre krav på användarna, de får exempelvis inte vara anonyma. Artiklarna granskas hårdare och man har en särskild kategori av godkända artiklar som genomgått peer review av ämnesexperter och som är stängda för direktredigering. 
I november 2010 hade Citizendium drygt 15 000 artiklar varav ca. 1 % särskilt godkända peer review-artiklar.

### Fotnoter
1. ↑  ”Citizendium.org Site Info”. Alexa Internet. Arkiverad från originalet den 19 september 2020. https://web.archive.org/web/20200919002426/https://www.alexa.com/siteinfo/citizendium.org. Läst 9 september 2012.